# Videbæk
Videbæk es una ciudad situada en el municipio de Ringkøbing-Skjern, en la región de Jutlandia Central (Dinamarca), con una población estimada a principios de 2012 de unos 4336 habitantes. Es la tercera localidad más poblada de su municipio, tras Ringkøbing y Skjern.
Tiene su origen en una posada construida en torno a 1850 en la carretera de Ringkøbing a Aarhus, entonces en territorio de Vorgod, en torno a la cual se fueron añadiendo algunas casas. A partir de 1920 se desarrolló notablemente como poblado ferroviario, al contruirse una línea que unía la localidad con Skjern; sin embargo, la estación cerró en 1981.
Se encuentra ubicada al oeste de la península de Jutlandia, a medio camino entre las ciudades de Ringkøbing y Herning sobre la carretera 15.